# جان دوست
جان دوست (انگلیسی: John Doucette؛ ۲۱ ژانویهٔ ۱۹۲۱ – ۱۶ اوت ۱۹۹۴) یک هنرپیشه اهل ایالات متحده آمریکا بود.
از فیلم‌ها یا برنامه‌های تلویزیونی که وی در آن نقش داشته است می‌توان به کلئوپاترا، پاتون، سرنیزه‌های استوار، شجاعت واقعی، سرچشمه، پسران کتی الدر، یک سرخپوست کوچک، دستری اشاره کرد.